# Asplenium contrei
Asplenium contrei är en svartbräkenväxtart som beskrevs av Callé, Lovis och Reichst. Asplenium contrei ingår i släktet Asplenium och familjen Aspleniaceae. Inga underarter finns listade.